# Portrait de l'artiste à la lampe
Portrait de l'artiste à la lampe est un tableau réalisé par le peintre français Henri Rousseau en 1902-1903. Cette huile sur toile est un autoportrait en buste représentant dans un style naïf l'artiste vêtu d'une veste et d'un nœud papillon noirs à côté d'une lampe à huile. Pendant du Portrait de la seconde femme de Rousseau, cette peinture est comme lui conservée au musée Picasso, à Paris.

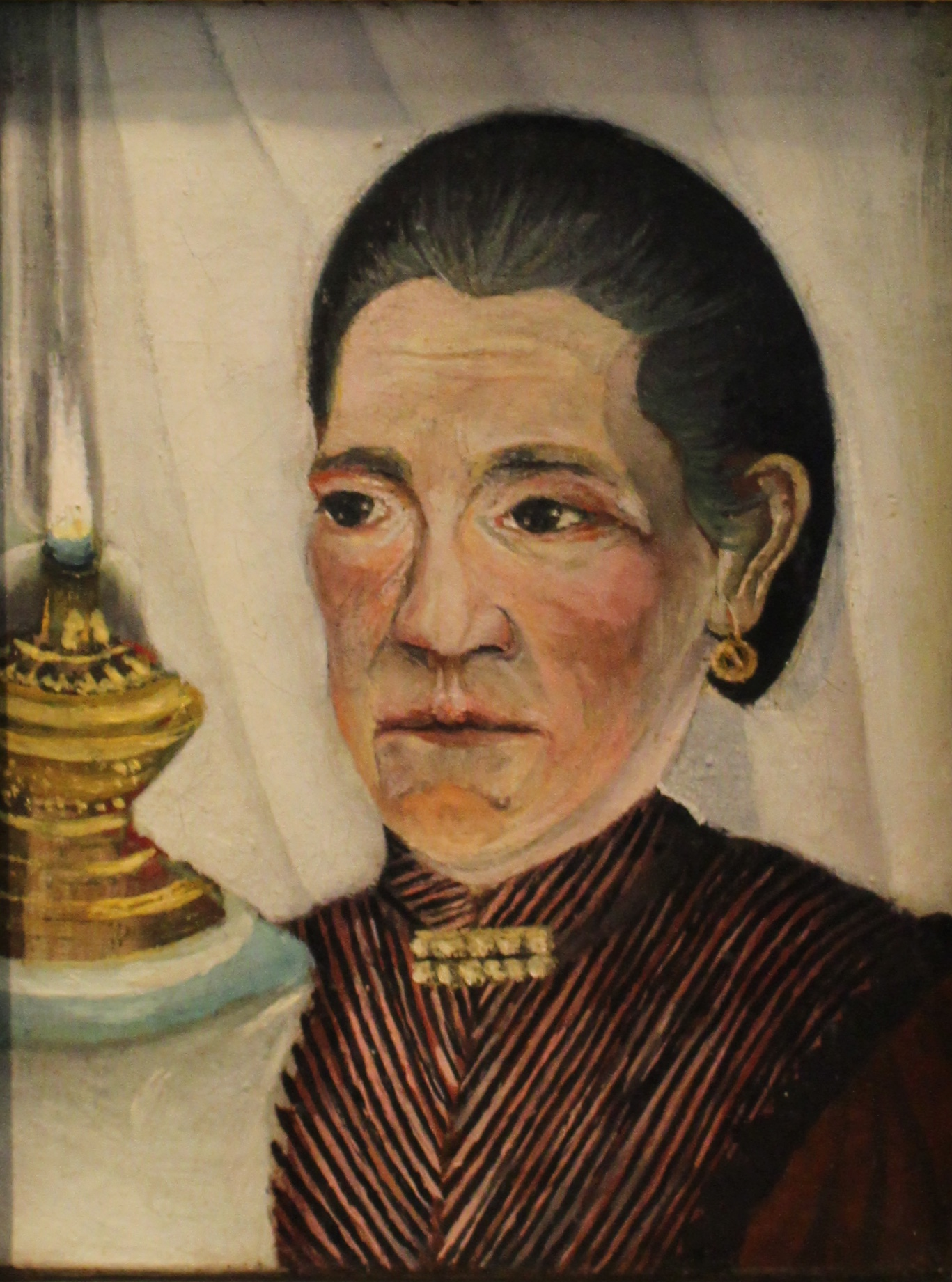
Henri Rousseau, Portrait de la seconde femme de Rousseau, 1903 – Musée Picasso, Paris.

## Postérité
En 1911, après la disparition de l'artiste, Franz Marc lui rend hommage avec un Portrait d'Henri Rousseau qui s'inspire amplement de Portrait de l'artiste à la lampe.

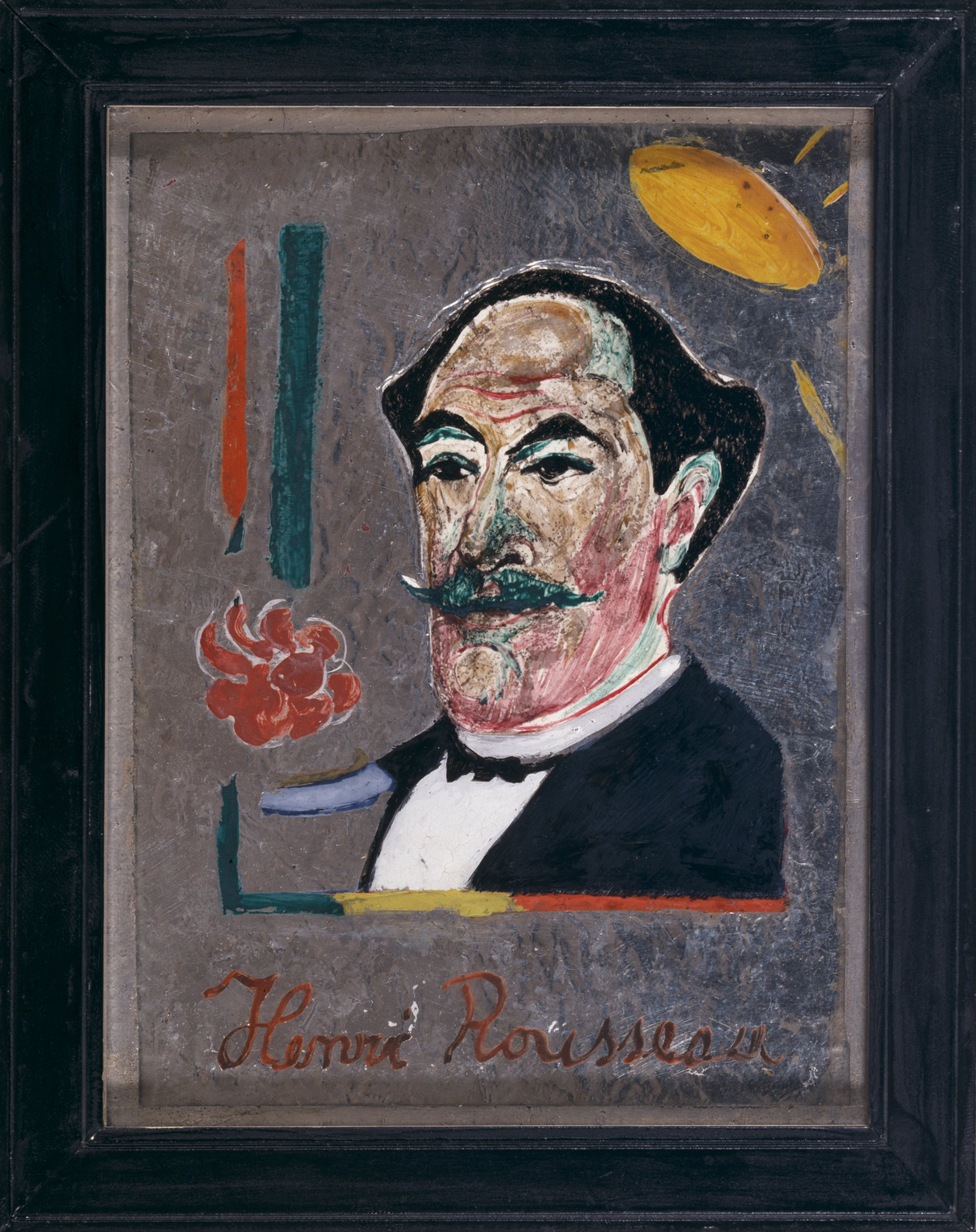
Henri Rousseau, Portrait d'Henri Rousseau, 1911 – Lenbachhaus, Munich.